# Roderich Mojsisovics von Mojsvár

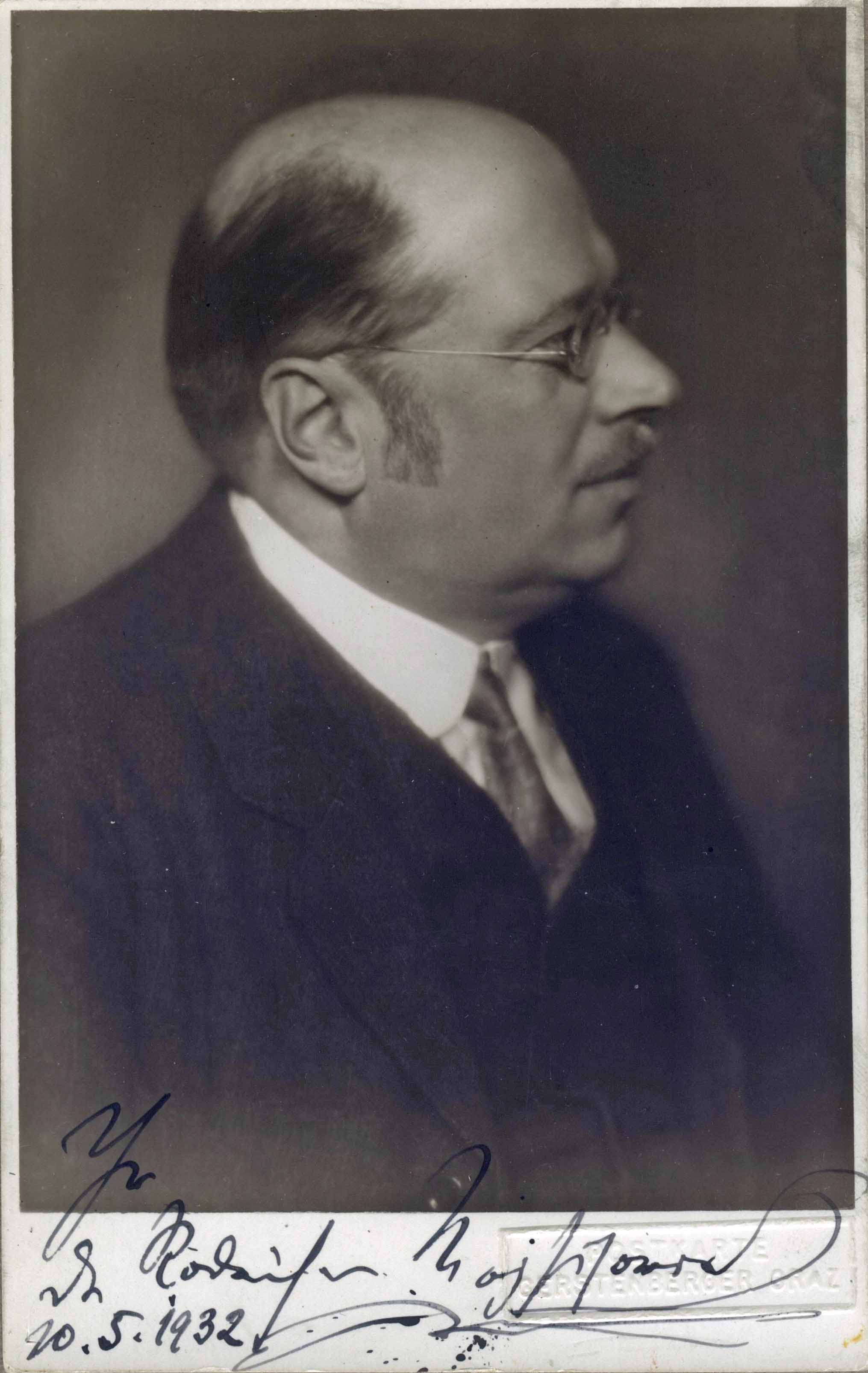
Roderich Mojsisovics von Mojsvár (ca. 1932)

Roderich Edmund Ladislaus Anton Julius Mojsisovics von Mojsvár (* 10. Mai 1877 in Graz; † 30. März 1953 in Bruck an der Mur) war ein österreichischer Dirigent, Komponist, Musik- und Bühnenschriftsteller.

## Leben
Roderich Mojsisovics von Mojsvár war von 1912 bis 1931 Direktor des Steiermärkischen Musikvereins (ab 1920 Konservatorium). Von 1932 bis 1935 und ab 1944 war er Lektor der Grazer Universität, dazwischen (1935 bis 1944) in München und in Mannheim. Zum 1. Mai 1933 trat er der NSDAP bei (Mitgliedsnummer 1.620.332).
Zu seinen Schülern gehörten Otto Siegl, Ernst Ludwig Uray, Grete von Zieritz, Alois Pachernegg und Alfons Vodosek.
Mojsisovics war mit Luise Margarete Raebiger verheiratet (8. Juli 1909). Sein Vater war August Mojsisovics (Felix Georg Hermann August Mojsisovics, * 18. November 1848; † 27. August 1897), seine Mutter war Lili Schröer (* 22. Februar 1855; † 22. Mai 1941), Tochter des Literaturwissenschaftlers Karl Julius Schröer. Sein Bruder Edgar Mojsisovics (1881–1935) war ein Romanist.

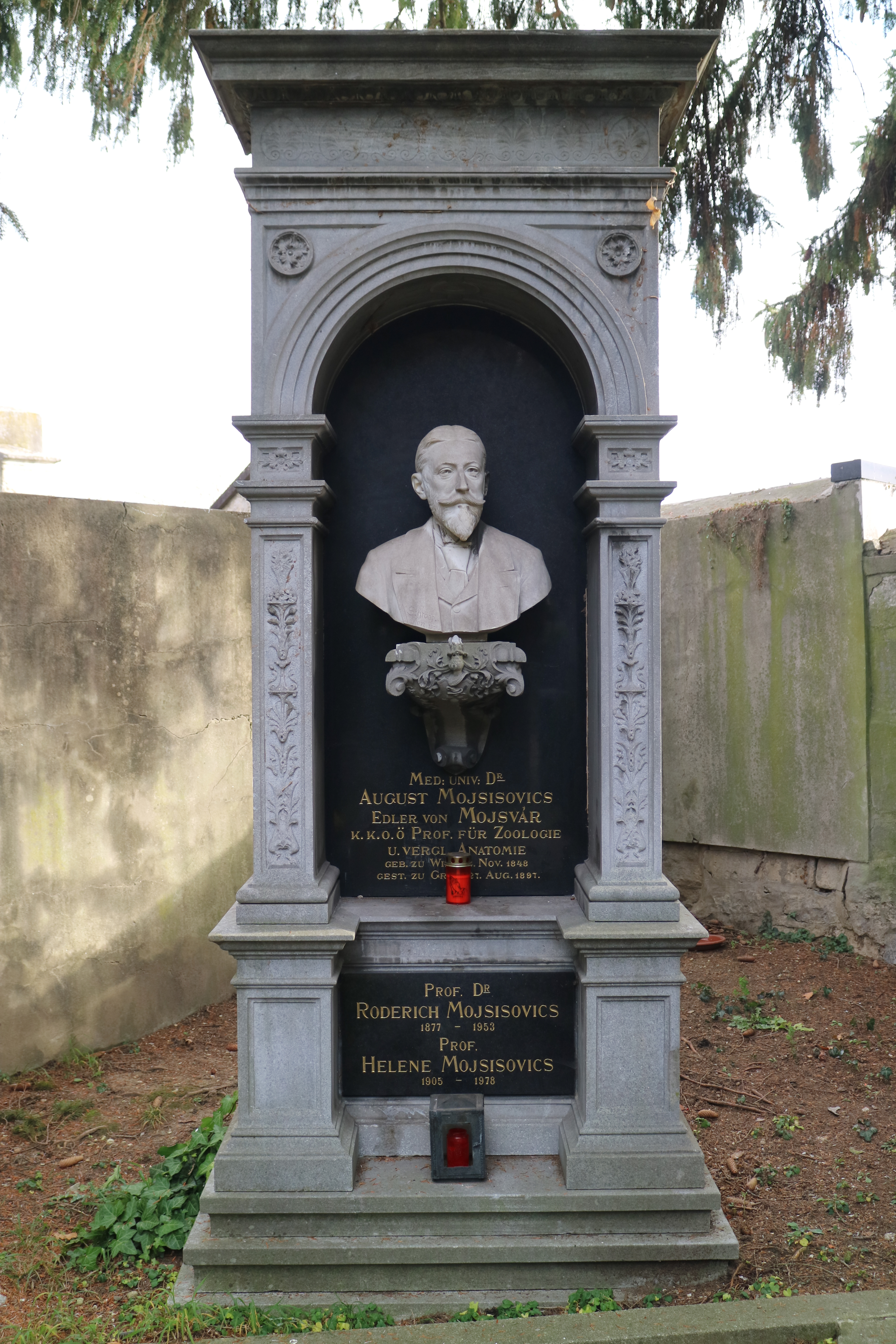
Familiengrab auf dem Stadtfriedhof St. Peter

## Politische Haltung und Betätigung
Mojsisovics betätigte sich bereits aus der Illegalität heraus im Sinne der nationalsozialistischen Politik. Es war in den 1930er-Jahren Mitarbeiter des Lexikons Judentum und Musik, herausgegeben von Hans Brückner und Christa Maria Rock. Am 27. Januar 1936 hielt er an der Musikhochschule Mannheim einen Vortrag über die Rolle der Juden in der Musik. Mojsisovics betonte gegenüber den Machthabern wiederholt seine antisemitische Haltung und versuchte, jüdische Kollegen herabzuwürdigen, etwa den Dirigenten Oskar C. Posa oder den Musikkritiker Ernst Décsey. Dennoch konnte Mojsisovics nach dem Krieg schnell weiterarbeiten. Bereits 1945 ist er wieder am Konservatorium in Graz tätig und hält bis 1948 Vorlesungen über Operndramaturgie. Auch funktionierten die Kontakte aus der Zeit des Nationalsozialismus noch. So nahm Mojsisovics 1949 an einem Treffen im steirischen Frohnleiten teil, bei dem die Wiederbegründung des Steirischen Tonkünstlerbundes versucht wurde, unter anderem mit den Komponisten Franz Mixa und Konrad Stekl, beide ebenfalls frühere Mitglieder der NSDAP.

## Werke
(Auswahl)
- op. 1 Fünf Lieder und Gesänge
  - op. 1, 1 Blütenschwere Kirschbaumzweige
  - op. 1, 2 Spaziergang
  - op. 1, 4 Stelldichein
- op. 2 Drei Frauenchöre
  - op. 2,1 Nachtgeschwätz
  - op. 2,2 Heimliche Gewalt
- op. 3 Zwei Skizzen für Frauenchor und Streichorchester 1905
  - op. 3,1 Der Seligen Furcht
  - op. 3,2 Spätsommer
- op. 4 Chorus mysticus aus Goethes Faust („Alles Vergängliche“) für Soli (3 Soprane und 1 Alt), gemischten Chor (Doppelchor) und großes Orchester (2 Harfen und Orgel ad libitum)
- op. 5 Stella. Symphonische Dichtung für großes Orchester
- op. 6 Vier Lieder und Gesänge
  - op. 6,1 Vorbei
  - op. 6,2 Die alte Jungfer
  - op. 6,3 Der jungen Hexe Lied
  - op. 6,4 Volkslied
- op. 7 Fünf gemischte Chöre
- op. 8 Eine dramatische Szene
- op. 9 Romantische Phantasie für Orgel 1904
- op. 10 Walzer für kleines Orchester 1902–1904[9]
- op. 11 Vier Klavierstücke
  - op. 11,1 Frühlingsmorgen
  - op. 11,2 Bauerntanz
- op. 12 Vier Vortragsstücke für die Orgel
  - op. 12,1 Prologus solemnis
  - op. 12,2 Praeludiom G-Dur
  - op. 12,3 Capriccio Des-Dur
  - op. 12,4 Kanzone g-Moll
- op. 13a Zwei Sprüche von Peter Rosegger
- op. 13b Drei Männerchöre
- op. 14 Kinderliederbuch
  - op. 14,1 Wiegenlied im Freien
  - op. 14,2 Abendlied
  - op. 14,5 Kindergebet
  - op. 14,8 Der Rußbuttenbub
- op. 15 Symphonie Nr. 1
- op. 16 Buntes Allerlei 1906
  - op. 16,1 Kleiner Marsch
  - op. 16,7 Kleiner Walzer
- op. 17 Lob des Weins
- op. 18 Lieder und Gesänge
  - op. 18,4 In der Nacht (Ideenjagd)
- op. 19 Ninion 1907
- op. 20 Die roten Dominos
- op. 20b Suite aus der Oper „Die roten Dominos“
- op. 21 Serenade A-dur in einem Satz für Streichtrio
- op. 22 Zwei Vortragsstücke für Violine und Orgel
- op. 23 Lieder und Gesänge
  - op. 23,2 Lied der heiligen Jungfrau
  - op. 23,3 Zwei Segel
- op. 24 Duett
- op. 25 Symphonie Nr. 2
- op. 26 Miniaturen
- op. 27 Acht kleine Choralvorspiele für Orgel
- op. 28 Astaroth
- op. 29 Sonate D-Dur für Violine und Klavier
- op. 30 Claudine von Villa Bella
- op. 31 Drei Vortragsstücke
- op. 35 Tantchen Rosmarin, heitere Oper in 4 Akten
- op. 36 Zur Sommerzeit. Sechs instruktive Klavierstücke
- op. 38 Sonate b-Moll für Orgel
- op. 40 Violinkonzert
- op. 41 (Drei) Frühlingslieder
- op. 45a Lieder für das deutsche Haus
  - op. 45a,3 Der Mond als Liebespostillon
- op. 45b Weihnachtskantilene. Kantate für Soli, Chor (SATB) und Streicher mit Orgel
- op. 48 Nun segne großer Tod!
- op. 50 Messer Ricciardo Minutolo (Wie man Frauen überlistet). Musik-Komödie in 4 Akten
- op. 51 Waldphantasie für 3 Klaviere
- op. 52 Bilder aus der Steiermark für Klavier
- op. 52b Zwei Klavierstücke zum Konzertvortrag
  - op. 52b,2 Stürmische Nacht
- op. 54 Totenfeier, für die Untergegangenen des Deutschen Auslandsgeschwaders (1914). Für SATB und großes Orchester Und Solostimmen
- op. 56 Träume am Fenster. Ein Liederzyklus für hohe Stimme und Kl (Orch)
- op. 57 Kammerkonzert für Klavier und Streichorch.
- op. 59 Merlin. Märchendrama in drei Aufzügen
- op. 60 Der Zauberer. Oper in 1 Akt. 1926
- op. 61 Dritte Symphonie (gis-Moll) „Deutschland“ 1920/1923
- op. 62 Lustspiel-Ouverture für großes Orchester
- op. 66 Sechs Vortragsstücke für Orgel
- op. 69b Zwei Gedichte f. TTBB a cappella
- op. 70 Serenade G-Dur für Flöte, Violine, Viola und Violoncello
- op. 71 Dritte Streichquartett c-Moll
- op. 72 Die Locke. Musikalisches Lustspiel in einem Akt 1927
- op. 74 Sonate c-Moll für Viola und Klavier 1927
- op. 75 Anno Domini. Oper in 2 Akten 1907
- op. 80 Viel Lärm um nichts. Oper in 3 Akten 1930
- op. 83,4 Tillenbergersage
- op. 84 Norden in Not
- op. 86 Symphonie Nr. 5 „Michelangelo“
- op. 91 Nordische Romanze f. Vl u. Orch
- op. 94 Quintett für 2 Violinen, Bratsche und 2 Violoncelli
- op. 95 Lieder nach Gedichten v. R. Kundigraber
- op. 103 Phantasie für Violoncello und Klavier (od. Orchester)
- op. 104 Bukolischer Tanz für Violoncello und Klavier
  - op. 104,2 Adagio Es-Dur für Violoncello und Klavier
- op. 106 Die graue Frau von Eggenberg. Alpenländisches, pantomimisches Tanzspiel in drei Bildern
- op. 111 Vivat Allotria. Orchesterzwischenspiel aus dem 2. Akt für Großes Orchester
- op. 117 Ayn Steyrisch Tafelmusicken für großes Orchester. Mit Verwendung steirischer Volkslieder

Werke ohne Opus (WoO)
- Intrade zu Wilhelm Kienzls 60. Geburtstage, 1917
- Madame Blaubart, 1920
- König Mensch, 1922
- Die chinesischen Mädchen, 1928
- Erinnerung an Einödsbach. Zwei Märsche für Klavier
- Fanfare der Stadt Bruck/Mur
- Julian der Gastfreund. Legende in einem Vorspiel und vier Akten (7 Bildern)
- Kanzonetta von Metastasio La lieberta a Nice für Chor und Orchester bearbeitet
- Vorrei morir

## Schriften
- Thematischer Leitfaden nebst Einführung in Hans Pfitzners romantische Oper „Die Rose vom Liebesgarten“. Leipzig 1906
- E. W. Degner. 1909
- Max Reger. 1911
- Ein wiederaufgefundenes Ballett Mozarts?, in: Zeitschrift für Musikwissenschaft, 12. Jg. 1929–30, S. 472–480
- Bach-Probleme. Polyphone Klaviermusik. Würzburg 1930
- Die Veränderungen der Ausdrucksfähigkeit einer Melodie bei „wandernden“ Themen. Ein musikdramaturgischer Versuch, in: Zeitschrift für Musik, 99. Jg. 1932, S. 664–672
- verschiedene Artikel für die Münchener Neuesten Nachrichten zwischen 1935 und 1941

## Archivbestände
Autographen, Manuskripte, Briefe usw. befinden sich im Bestand des Johann-Joseph-Fux-Konservatoriums.
Briefe von Roderich Mojsisovics von Mojsvár befinden sich im Bestand des Leipziger Musikverlages C. F. Peters im Staatsarchiv Leipzig.